# سنب (يريم)

تعديل مصدري - تعديل

سنب هي إحدى قرى عزلة بني سباء بمديرية يريم التابعة لمحافظة إب، بلغ تعداد سكانها 736 نسمة حسب تعداد اليمن لعام 2004.